# 당신 뿐인데
《당신 뿐인데》는 1997년 8월 4일부터 같은 해 12월 31일까지 방영되었던 SBS의 아침연속극이었다.

## 출연
- 김영애(양자)
- 이순재(허장갑)
- 현석(허무심)
- 이상미 (배우) (승주)
- 김창숙(허무영)
- 박영규(윤기)
- 윤유선
- 김은정(허무옥)
- 채시라
- 김주승(민지훈)
- 송희아(허민경)
- 선우용여(미스 진)
- 최성호(준호)
- 김미라(혜원)